# Сафаров, Юнис Бахшали оглы
Юнис Бахшали оглы Сафаров (азерб. Səfərov Yunis Baxşəli oğlu) — советский азербайджанский учёный-микробиолог, педагог, доктор ветеринарных наук (1963), профессор (1965).

## Биография
Сафаров Юнис Бахшали оглы родился 15 мая 1926 года в деревне Ханлыглар Шарурского района Нахичеванской АССР. В 1945 году по окончании средней школы и Нахичеванского сельскохозяйственного техникума поступил в Азербайджанский сельскохозяйственный институт в Гяндже. С 1950 года, окончив с отличием институт, — аспирант по специальности «микробиология» Всесоюзного экспериментального ветеринарного института (Москва). В 1954 году, защитив кандидатскую диссертацию, получил учёную степень кандидата биологических наук. Затем, вернувшись в Азербайджанский государственный аграрный университет, был избран вначале ассистентом, а позже доцентом кафедры эпизоотологии и микробиологии. В 1963 году защитил докторскую диссертацию по специальности «Ветеринария» и спустя некоторое время получил звание профессора. Больше 24 лет (1953—1977) его жизнь была связана с Азербайджанским сельскохозяйственным институтом, 17 лет (1977—1994) — с Нахичеванским университетом.
Профессор Ю.Сафаров в разные периоды своей деятельности избирался секретарём партийной организации АГАУ (1960—1964), деканом ветеринарного факультета (1964—1971), заведующим кафедрой микробиологии, эпизоотологии и вирусологии (1971—1977), заведующим кафедрой зоологии в Нахичеванском университете (1977—1994), был одним из организаторов факультета природоведения и сельского хозяйства в Нахичеванском университете.
Являлся членом научного совета Азербайджанского сельскохозяйственного института, Нахичеванского университета, а также членом научного технического совета Министерства сельского хозяйства Азербайджанской ССР. В 1972 году был избран вице-президентом Международного конгресса по микробиологии, проходившем в Греции (Салоники).
За заслуги профессор Юнис Сафаров был удостоен ордена «Знак Почёта», награждён медалями и Почётной Грамотой Верховного Совета Азербайджанской ССР.
В 2006 году в связи с 80-летием со дня рождения учёного одна из аудиторий факультета ветеринарной медицины и фармакологии Азербайджанского государственного аграрного университета была названа его именем, также в музее АГАУ был открыт стенд, посвящённый его научной и педагогической деятельности.
Профессор Ю. Б. Сафаров скончался 27 марта 1994 года в городе Нахичевань.

## Научная деятельность
Ю. Сафаров изучал роль ассоциированных микроорганизмов в возникновении заболеваний у овец в различных специализированных овцеводческих хозяйствах и впервые в Азербайджане подготовил методы комплексной вакцинации от многих инфекционных заболеваний овец, таких как брадзот, бруцеллёз, сибирская язва, ветряная оспа, энтеротоксемия и т. д. Его исследовательские работы отличались многогранностью и новизной. За свои научно-исследовательские труды и достигнутые высокие результаты получил несколько авторских прав. Ю. Б. Сафаров внёс большой вклад в развитие и подготовку зоо- и ветеринарных кадров и научных педагогов. Многие специалисты сельского хозяйства, подготовленные учёным, по сей день работают в Республике Азербайджан и странах СНГ.
Учебники, написанные Ю. Б. Сафаровым («Эпизоотология», «Микробиология», «Вирусология», «Особая эпизоотология»,), учебные пособия («Инфекционная энтротоксемия овец» и «Ассоциированные комплексные вакцинации животных», «Практикум по микробиологии с основами вирусологии», «Мастит мелкого рогатого скота»), и на сегодняшний день не утратили научной ценности и являются настольными книгами студентов зооветеринарных и биологических факультетов ВУЗов и сотрудников научно-исследовательских учреждений.
Большинство научных работ Ю. Б. Сафарова были опубликованы в таких авторитетных журналах и сборниках, как «Доклад ВАСХНИЛ», «Ветеринария», «Научные новости сельского хозяйства», «Сельская жизнь» и других. Профессор Ю. Б. Сафаров был первым азербайджанцем, защитившим докторскую диссертацию в области ветеринарной микробиологии. Под его руководством было подготовлено 10 кандидатов наук и 2 доктора наук; Ю. Б. Сафаров также был официальным оппонентом 5 докторских и 18 кандидатских диссертаций.